# Rewari (Distrikt)
Der Distrikt Rewari (Hindi रेवाड़ी जिला, Panjabi ਰੇਵਾੜੀ ਜ਼ਿਲਾ) ist ein Distrikt im indischen Bundesstaat Haryana und Teil der National Capital Region. Sitz der Verwaltung ist die gleichnamige Stadt Rewari. Der Distrikt gehört zur weiteren Metropolregion von Delhi.

## Geographie

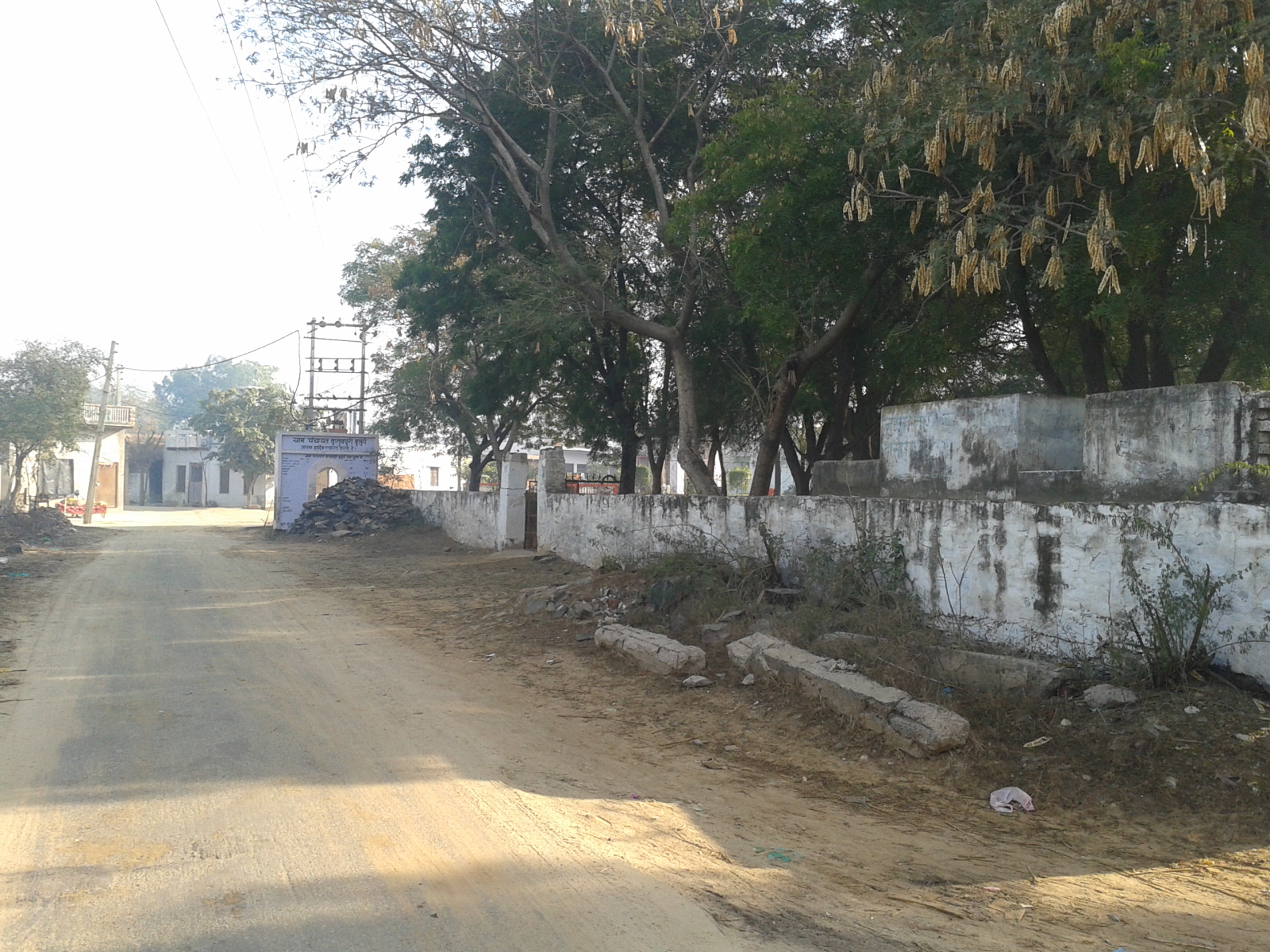
Dorfstraße

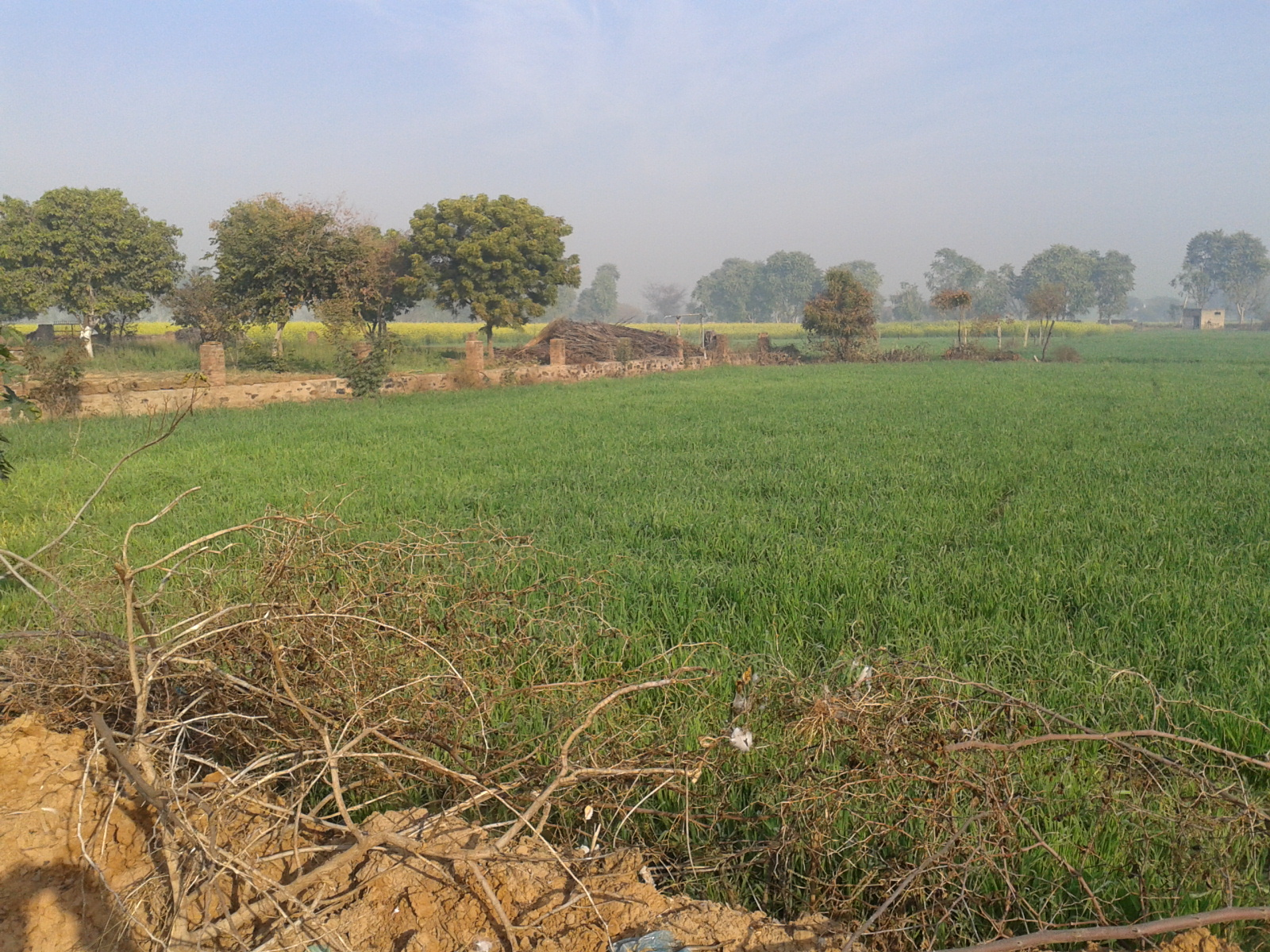
Weizenfeld im Distrikt Rewari

Der Distrikt liegt im Süden Haryanas an der Grenze zum Bundesstaat Rajasthan. Die angrenzenden Distrikte sind im Westen Mahendragarh, im Norden Jhajjar, im Osten Gurugram und im Süden Alwar (in Rajasthan).
Physiogeographisch bildet der Distrikt mit Ausnahme des östlichen Abschnittes eine Ebene mit überwiegend sandigen Böden. Geologisch ist er Teil der großen Schwemmebene, die durch Ablagerungen der Flüsse der Ganges- und Indus-Flusssysteme entstanden ist. Die Höhe über dem Meeresspiegel variiert zwischen 232 Metern im Norden und 262 Metern im Süden. Örtlich gibt es Sanddünen, die im Durchschnitt eine Höhe von 7 Metern über dem Umgebungsniveau erreichen, vereinzelt aber bis zu 30 Meter hoch sind. Einzelne Hügelketten gehören zu den Ausläufern des Aravalligebirges. Es gibt zwei größere Fließgewässer: Sahibi und Krishnawati. Der jahreszeitenabhängig Wasser führende Sahibi entspringt in den Aravalli-Bergen in Rajasthan, streift in seinem Verlauf kurz die südliche Distriktgrenze und fließt durch den östlichen Distrikt Richtung Norden. Der Krishnawati ist ein blind endender, d. h. hier im Sand versickernder Fluss aus dem westlichen Distrikt Mahendragarh.

## Klima
Das Klima in Rewari entspricht einem subtropischen Steppenklima mit vorherrschender Trockenheit, außer in der Monsunzeit, sehr heißen Sommern und verhältnismäßig kalten Wintern. Die heiße Jahreszeit dauert von Mitte März bis zur letzten Juniwoche, gefolgt vom Südwestmonsun, der bis September andauert. Die Nach-Monsunzeit von September bis Oktober bildet eine Übergangszeit. Die Wintersaison beginnt spät im November und dauert bis zur ersten Märzwoche. Der Jahresniederschlag liegt im Mittel bei 553 mm, wovon etwa 489 mm (88 %) in der Monsunzeit zu erwarten sind. Der Niederschlag nimmt im Allgemeinen von Südwesten nach Nordosten hin zu. Die niedrigsten und höchsten Temperaturen werden mit 5,6 °C bzw. 41 °C in den Monaten Januar bzw. Mai/Juni erreicht. Im Sommer treten gelegentlich Sandstürme auf.

## Geschichte
Bis zum Jahr 1989 war der Distrikt Teil der Distrikte Mahendragarh und Rohtak. Am 1. November 1989 wurde aus den Tehsils Rewari und Bawal sowie zwei Dörfern des Tehsils Mahendragarh des Distrikts Mahendragarh sowie aus 52 Dörfern des Tehsils Kosli des Distrikts Rohtak der neue Distrikt Rewari gebildet. Der neue Distrikt erhielt seinen Namen nach der Distrikthauptstadt Rewari. Bei der Neubildung des Distrikts Jhajjar am 15. Juli 1997 wurden kleine Grenzgebiete an diesen abgegeben. Beim Zensus 2001 und 2011 wurde die Distriktfläche mit 1594 km² angegeben.

## Bevölkerung
Die Einwohnerzahl lag bei der Volkszählung 2011 bei 900.332. Die Bevölkerungswachstumsrate im Zeitraum von 2001 bis 2011 betrug 17,64 %. Rewari wies ein Geschlechterverhältnis von 898 Frauen pro 1000 Männer und damit den in Haryana besonders ausgeprägten Männerüberschuss auf. Der Distrikt hatte 2011 eine Alphabetisierungsrate von 80,99 %, was einer Steigerung um knapp 6 Prozentpunkte gegenüber dem Jahr 2001 entsprach. Die Alphabetisierung lag damit deutlich über dem nationalen Durchschnitt (74 %) und dem Durchschnitt Haryanas (75,6 %). In religiöser Hinsicht war der Distrikt außerordentlich homogen: 98,8 % der Bevölkerung waren Hindus und 0,6 % Muslime. Andere Religionsgemeinschaften machten zusammen weniger als 1 % aus. Im Distrikt ist die Sprache Haryanvi verbreitet, ein Dialekt von Hindi.
Knapp 25,9 % der Bevölkerung lebten 2011 in Städten. Größte Stadt war Rewari mit 143.021 Einwohnern.

## Wirtschaft
Dominierender Wirtschaftszweig ist immer noch die Landwirtschaft, in der beim Zensus 2011 43,7 % der arbeitenden Bevölkerung beschäftigt waren. Die verhältnismäßige Nähe zu Delhi hat die Industrialisierung begünstigt. In Rewari gibt es eine Vielzahl von Industrien, von der Heimindustrie bis hin zu integrierten Kleinbetrieben und der Automobil- und Automobilzuliefererindustrie. Zu den traditionellen Industriezweigen gehören die Metallverarbeitung aus Messing und die Herstellung von Zierschuhen (Tilledar Jutti).